# Lumos (organisatie)
Lumos, voorheen bekend als Children's High Level Group, is een liefdadigheidsorganisatie die in 2005 werd opgericht met de hulp van de Britse schrijfster J.K. Rowling en baronesse Nicholson of Winterbourne.
In januari 2010 trok Nicholson zich terug uit het bestuur en daarna werd de organisatie onder de naam Lumos voortgezet, met Rowling aan het hoofd.

## Activiteiten
De organisatie zet zich in voor kinderen in Europa die wel nog ouders hebben, maar in weeshuizen opgroeien omdat hun ouders ofwel geen geld hebben of lijden aan een handicap. Veel van deze kinderen hebben ook te kampen met een handicap of beperking, waardoor ze al snel verstoten worden van belangrijke zaken zoals onderwijs en gezondheidszorg. Lumos probeert ervoor te zorgen dat deze tot inrichtingen veroordeelde kinderen de belangrijkste levensbehoeften krijgen en dat ze toch een goed leven kunnen leiden.

## Inkomsten
De opbrengst van het sprookjesboek De Vertelsels van Baker de Bard van J.K. Rowling ging naar CHLG.